# Schizolaena viscosa
Schizolaena viscosa är en tvåhjärtbladig växtart som beskrevs av Gerard. Schizolaena viscosa ingår i släktet Schizolaena och familjen Sarcolaenaceae. Inga underarter finns listade i Catalogue of Life.